# Kuummiut
Kuummiit (kalaallisut: Kuummiut) es un assentament al municipi de Sermersooq al sud-est de Groenlàndia. Fundat en 1915, tenia 331 habitants en 2013.

## Geografia
L'assentament està situat al marge oriental del fiord Ammassalik, aproximadament a 50 kilòmetres al nord-est de Tasiilaq i a 34 kilòmetres al nord de Kulusuk.

## Població
La població de Kuummiit ha disminuït en més del 27% al nivell de la de 1990 i gairebé el 15% relativa a la del nivell del 2000.

## Transports
L'assentament és servit per l'heliport de Kuummiut (codi IATA: KUZ, codi OACI: BGKM).